# ماتالي
ماتالي هي مدينة تقع في المقاطعة الوسطى في سريلانكا، على بُعد نحو 142 كيلومترًا شمال العاصمة كولومبو، وتحيط بها المرتفعات الوسطى ذات الطبيعة الخضراء.

## السياحة
تُعد المدينة وجهة سياحية مميزة تجمع بين الطبيعة الخلابة والتاريخ العريق، تشتهر المنطقة بمزارع التوابل وحدائقها العطرية، والمعابد البوذية والهندوسية التي تعكس تنوعها الثقافي، ومن أبرز معالمها الطبيعية بحيرة سيمبواتا التي تقع بين الجبال وتوفر أجواء هادئة وأنشطة ترفيهية مثل التجديف والتنزه، كما تضم ماتالي كهوف دامبولا الشهيرة ومزارع الشاي، مما يجعلها محطة غنية بالتجارب للزوار.